# 오언 놀런
오언 리엄 놀런(영어: Owen Liam Nolan, 1972년 2월 12일~)은 캐나다의 은퇴한 아이스하키 선수로 선수 시절 포지션은 라이트윙이다. 1990년 NHL 드래프트에서 전체 1순위로 퀘벡 노르딕스의 지명을 받았다. 그는 내셔널 하키 리그(NHL)에서 활약하는 동안 퀘벡 노르딕스, 콜로라도 애벌랜치, 산호세 샤크스, 토론토 메이플리프스, 피닉스 카이오티스, 캘거리 플레임스, 미네소타 와일드 소속으로 뛰었으며, 스위스 내셔널 리그 A의 ZSC 라이언스 소속으로 1년 간 뛰었다. 그는 NHL 올스타에 5회 선정된 파워 포워드형 선수이기도 했다. 그는 1995년부터 2003년까지 산호세 샤크스 소속으로 뛰면서 전성기를 맞이했고, NHL에서 1265경기에 출전하여 925득점을 기록했다.
영국 북아일랜드 태생이나 캐나다로 이주 후 캐나다 국적을 취득하였다. 국제 대회에 캐나다 대표팀 소속으로 활동하였으며, 1997년 세계 아이스하키 선수권 대회에서 우승을 차지한 후 2002년 동계 올림픽 당시에도 국가대표팀에 발탁되어 캐나다의 금메달 획득에 기여했다.